# Luis Quiñónez
Luis Manuel Quiñónez Castillo (5 ottobre 1968) è un ex calciatore colombiano, di ruolo centrocampista.